# Neturei Karta
I Neturei Karta (נטורי קרתא, nome aramaico traducibile come Guardiani della città) sono un gruppo religioso ebraico ortodosso che rifiuta di riconoscere l'autorità e la stessa esistenza dello Stato di Israele, in base alla rigida interpretazione del giudaismo, della Torah e di passi del Talmud.

## Nascita
Il gruppo è stato fondato nel 1938 a Gerusalemme da ebrei che da molte generazioni vivevano in Palestina, per lo più discendenti da ebrei ungheresi che si erano trasferiti in Palestina all'inizio del XIX secolo e da ebrei lituani che erano lì anche da più tempo. Il gruppo nasce dalla scissione da un altro movimento di ebrei ortodossi, fondato nel 1912 da Agudas Israel, che aveva anch'esso come scopo la lotta al sionismo, ma che col passare degli anni aveva ridotto la propria azione. L'attività dei Neturei Karta si è poi estesa al di fuori della Palestina, in diversi casi per l'abbandono volontario, lamentando di aver subito violenze, imprigionamenti, torture e pressioni di ogni tipo da parte dei sionisti, e comunque per il rifiuto di vivere in uno Stato che si rifiutavano di riconoscere come legittimo.
Oggi il movimento consta di diverse migliaia di famiglie, con un elevato numero di simpatizzanti difficilmente quantificabile, presente oltre che a Gerusalemme anche negli Stati Uniti d'America, in Belgio, nel Regno Unito e in Austria.

## Opposizione al sionismo

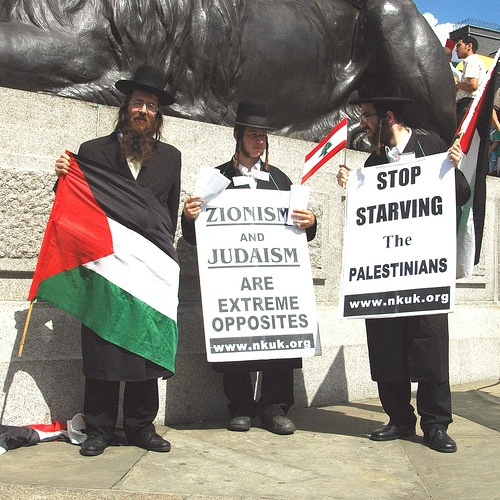
Manifestazione antisionista in solidarietà con lo Stato di Palestina.

I Neturei Karta affermano di voler combattere l'idea di voler stabilire uno stato ebraico nel tempo presente (tempo che ritengono ancora di esilio), poiché ritengono contrario all'autentica tradizione religiosa ebraica lo stabilire tale stato senza aspettare che tale terra venga esplicitamente donata dall'Altissimo. La motivazione pertanto non è di ordine politico, ma di ordine religioso.
Rifiutano le etichette di gruppo estremista e di ultra-ortodossi, dichiarando di non aver tolto o aggiunto nulla della legge e della tradizione ebraica, e a sostegno della loro posizione citano il Talmud, in cui si afferma che gli ebrei non possono utilizzare forze umane per stabilire uno stato ebraico finché non venga il Messia della casa di Davide, e in cui si afferma che devono essere cittadini leali delle nazioni in cui vivono senza cercare di anticipare la fine dell'esilio. L'esilio infatti ha la caratteristica di punizione divina per i peccati commessi e pertanto non può essere aggirato da politiche di uomini ma solo da preghiera, buona volontà e spirito di penitenza.
Secondo l'attestazione definita Neturei karta gli ebrei devono considerare la venuta del Messia e regolarsi su di essa per stabilire la condotta e il comportamento più consoni: vi sono quindi differenti opinioni rabbiniche sulle situazioni vissute dal popolo ebraico e la Neturei Karta è una tra queste. Tutti i rabbini non mancano nel considerare il rapporto con i non ebrei, questi ultimi soprattutto nell'osservanza dei 7 precetti di Noach. La promessa fatta da Dio sul ritorno con l'avvento dell'Era messianica della totalità degli ebrei appartenenti al popolo d'Israele nella Terra promessa, Eretz Israel, è suggellata eternamente come patto divino anche in quest'ottica. Secondo alcuni rabbini il sionismo è la perfetta realizzazione di alcune profezie bibliche su Israele.
Secondo i Neturei Karta, la terra attualmente occupata dallo stato di Israele appartiene a coloro che vi avevano sempre abitato (cioè i palestinesi, gli ebrei e gli arabi, di ogni religione, e quanti vivevano pacificamente con loro); in diverse occasioni i Neturei Karta hanno protestato a fianco dei palestinesi arabi; nel 2002 manifestarono con la bandiera palestinese, provocando vive reazioni da ambienti ebraici.
Accusano inoltre lo stato di Israele di essersi dotato di una facciata religiosa (con l'uso di nomi religiosi per i partiti politici, la presenza di rabbini negli stessi, etc) e di alterare i commentari alla Torah secondo le esigenze sioniste. Affermano poi che gli ebrei sionisti non possono pretendere di parlare e agire a nome di tutti gli ebrei, ed evitano anche di partecipare alle attività civili israeliane (rifiutando elezioni, assistenza sociale, supporto finanziario, etc).
Il rifiuto per il sionismo arriva al punto di non toccare banconote o monete rappresentanti immagini di sionisti (quelle con Albert Einstein e Moses Haim Montefiore sono ritenute accettabili, mentre quelle con Theodor Herzl e Chaim Weizmann non lo sono); per di più non si avvicinano al Muro Ovest del Tempio di Gerusalemme sostenendo che è stato inquinato da interessi sionisti, il che ne farebbe un abominio.

## Episodi significativi
Una delle figure di spicco del movimento è il rabbino Amram Blau, sopravvissuto all'Olocausto. Secondo il rabbino Blau, il riconoscimento accordato dall'ONU allo Stato israeliano sarebbe una grave ingiustizia nei confronti degli stessi ebrei.
Il suo successore, rabbino Moshe Hirsch, ha collaborato come ministro del governo di Yasser Arafat. Nel 2004, poco prima della morte di quest'ultimo, il movimento organizzò per lui una veglia di preghiera a Parigi; un gran numero di organizzazioni ebraiche protestò contro il gesto, affermando di non poter «né ignorare né perdonare» tali «traditori del giudaismo», già «esclusi da decenni dalle Sinagoghe e dalle comunità».
In un'intervista alla televisione iraniana, Weiss si è detto poco preoccupato per la negazione dell'Olocausto, poiché «I sionisti sfruttano la questione dell’Olocausto a proprio vantaggio. Noi, ebrei morti nell'Olocausto, non lo usiamo per promuovere i nostri interessi. Sottolineiamo che ci sono centinaia di migliaia di ebrei in tutto il mondo che si identificano con la nostra opposizione all'ideologia sionista e che ritengono che il sionismo non sia ebraico, ma un programma politico... Ciò che vogliamo non è un ritiro entro i confini del '67, ma a tutto ciò che contiene, affinché il Paese possa tornare ai palestinesi e noi potremmo vivere con loro..."».
Nell'estate del 2006 tutto il movimento ha protestato contro le attività militari israeliane in Libano. In un comunicato stampa del 19 luglio 2006, i Neturei Karta accusano il sionismo di essere all'origine dell'antisemitismo, di aver derubato gli ebrei del nome di Israele per un progetto politico, annunciando di pregare contro il sionismo affinché cessino le sofferenze nella Terra santa e lo spargimento di sangue.

## Principali sinagoghe
- Torah Ve'Yirah (Gerusalemme)
- Torah U'Tefillah (Londra)
- Torah U'Tefillah (New York)
- Beis Yehudi (Upstate, New York)